# سود هر سهم
سود هر سهم (به انگلیسی: Earnings per share) که معمولاً به‌اختصار ای‌پی‌اس خوانده می‌شود، (مخفف انگلیسی: EPS) یکی از آماره‌های مالی است، که عمومأ مورد توجه سرمایه‌گذاران و تحلیل گران مالی می‌باشد و اغلب برای ارزیابی سودآوری و ریسک مرتبط با سود و نیز قضاوت در خصوص قیمت سهام استفاده می‌شود.
سود هر سهم از تقسیم میزان سود عملیاتی، پس از کسر مالیات شرکت، بر تعداد کل سهام، محاسبه می‌شود و نشان دهنده سودی است که شرکت در یک دوره مشخص، به ازای یک سهم عادی، بدست آورده است.
به‌عبارت دیگر، این نسبت به وسیلهٔ تقسیم سود موجود برای سهامداران، بر تعداد سهام منتشر شده، محاسبه می‌شود. منظور از سود قابل تقسیم برای سهامداران عادی، سود خالص بعد از کسر مالیات و کسر سود سهم ممتاز می‌باشد.